# Онгурён
Онгурён (бур. Унгэрээ - "кончилось", иссяклось) — село в Ольхонском районе Иркутской области. Административный центр Онгурёнского муниципального образования.

## География
Находится в 142 км к северо-востоку от районного центра, села Еланцы, в приустьевой долине речки Глубокая Падь, в 2 км к северо-западу от места её впадения в озеро Байкал.

## Население
| 2002 | 2010 | 2011 | 2012 |
| ---- | ---- | ---- | ---- |
| 484  | ↘423 | ↗425 | ↘421 |

По данным Всероссийской переписи, в 2010 году в селе проживали 423 человека (229 мужчин и 194 женщины).